# Sparkasse Niederösterreich Mitte West
Die Sparkasse Niederösterreich Mitte West AG ist die größte Sparkasse Niederösterreichs mit dem Hauptsitz in St. Pölten.
Das 1854 gegründete Unternehmen betreibt zurzeit (Stand 2023) 32 Filialen in Niederösterreich. Alleinaktionärin der Sparkasse ist die „Privatstiftung Sparkasse Niederösterreich“. Die Sparkasse Niederösterreich Mitte West AG ist Mitglied des Österreichischen Sparkassenverbands und des Haftungsverbundes der österreichischen Sparkassen.

## Geschichte
Die Sparkasse Niederösterreich Mitte West Aktiengesellschaft wurde 1854 nach einem Auftrag der Gemeindevertretung als „Verein der Sparkasse in der Stadt St. Pölten“ errichtet. Die Statuten wurden von Kreisgerichtspräsident Johann Ranzoni, Notar Anton Seehann und dem späteren St. Pöltner Bürgermeisters Johann Ofner ausgearbeitet, sodass am 18. Jänner 1854 die konstituierende Vereinsversammlung stattfinden konnte.
Neben dem laufenden sozialen Engagement der Sparkasse wurde 1880 das Areal des heutigen Sparkassenparks erworben, bis 1885 entstand das von Eugen Sehnal errichtete „Sparkassenhaus am Domplatz“ und ab 1886 konnte die Sparkasse das Areal des Kaiserwaldes ihr Eigen nennen. Die Sparkasse förderte 1894 durch Spenden unter anderem den Umbau des Stadttheaters, die Ausgestaltung der Stadtsäle, den Bau eines Feuerwehrhauses sowie den Neubau und die Einrichtung des Krankenhauses.
Der Ausbruch des Ersten Weltkriegs beendete eine Epoche der Stadtentwicklung und auch der Geschichte der Sparkasse. Erst nach dem Zusammenbruch der Monarchie konnte 1922 wieder eine Ausweitung der Geschäftsentwicklung verzeichnet werden. Trotz der schwierigen Zeiten während des Anschlusses Österreichs an das Deutsche Reich konnte die Sparkasse ihren regionalen Bereich erweitern. 1940 wurden die Sparkasse Wilhelmsburg sowie 1942 die Sparkassen Rabenstein und Kirchberg mit St. Pölten fusioniert.
Nach Ende des Zweiten Weltkrieges und mit Einsetzen des Wiederaufbaues änderte sich auch bei der Sparkasse manches. Im Jahr 1954 wurde Kommerzialrat Anton Öckher zum Oberkurator gewählt und blieb es bis knapp vor seinem Tod am 3. August 1959.
Am Beginn seiner Amtszeit feierte die Sparkasse ihr 100-Jahr-Jubiläum. Am 19. Jänner 1954 wurden Änderungen in den Statuten beschlossen, wonach die Zahl der Vereinsmitglieder auf 100 verdoppelt werden konnte. Im Zeichen zunehmender Konkurrenz wurde das Filialnetz laufend vergrößert. So eröffnete die Sparkasse Zweigstellen in St. Georgen, St. Pölten-Nord, St. Pölten-Süd, Wagram, Pottenbrunn, Markersdorf-Haindorf und Viehofen. Zusätzlich wurden weitere Geschäftsstellen in Ober-Grafendorf, Stattersdorf, Spratzern, Harland, am Wiener Tor und am Schwaighof errichtet.
Durch das Inkrafttreten des neuen Sparkassengesetzes im Jahr 1979 erfolgte eine wesentliche Veränderung der Rechtsbasis. Der Verein der Sparkasse in der Stadt St. Pölten trat als eigene Rechtspersönlichkeit neben die Sparkasse, welche ab dem Jahr 1980 den Firmenwortlaut „Sparkasse – Region St. Pölten NÖ Sparkasse und Bank“ angenommen hatte.
In den folgenden Jahren hat sich das Einzugsgebiet der Sparkasse durch weitere Fusionen vergrößert: 1991 mit der Sparkasse Ybbs, 1992 mit der Sparkasse Lilienfeld sowie 1997 mit der Sparkasse Waidhofen an der Ybbs.
Die Vereinssparkasse alter Prägung wurde mit Gründungsversammlung vom 29. Juni 2000 in eine Aktiengesellschaft umgewandelt, nachdem auch eine Novelle zum Sparkassengesetz die rechtlichen Rahmenbedingungen geschaffen hatte. Mit Stiftungserklärung vom 4. September 2000 wurde die Privatstiftung Sparkasse Niederösterreich errichtet, welche 100-Prozent-Eigentümerin der Sparkasse ist. Im gleichen Jahr gelang es dem Vorstand, das Sparkassenhaus zwischen Domplatz und Herrengasse, welches nach dem Bau der Hauptanstalt 1977 veräußert worden war, wieder zu erwerben. Nach einem Architektenwettbewerb konnte das repräsentative Gebäude aus der Gründerzeit wieder seiner ursprünglichen Bestimmung übergeben werden.
Mit der Einbringung der Sparkasse der Stadt Hainfeld im Jahr 2001 und dem Erwerb von 95 % an der Sparkasse Melk, Mank-Kilb, Bank AG durch die Privatstiftung Sparkasse Niederösterreich im Jahr 2003 wurde der Einflussbereich im Zentralraum von Niederösterreich wesentlich erweitert.

## Stiftung
Die Privatstiftung Sparkasse Niederösterreich wurde mit Stiftungserklärung vom 4. September 2000 errichtet und ist Alleinaktionärin der Sparkasse. Der Verein der Privatstiftung Sparkasse Niederösterreich nimmt durch die Vereinsversammlung die Rechte des Stifters wahr.
Zweck der Privatstiftung Sparkasse Niederösterreich ist unter anderem die Förderung der regionalen Verbundenheit durch Unterstützung regionaler Maßnahmen im Einzugsgebiet der Sparkasse Niederösterreich Mitte West AG. Förderungen erfolgen vor allem auf den Gebieten Wirtschaft und Gesellschaft, Kultur und Bildung, Wissenschaft und Kunst, Forschung und Technik sowie Umwelt und Gesundheit.

## Gemeinnützige Projekte
Aktuell fördert die Sparkasse das Bildungswesen mit einem Betrag von ca. 65.000 Euro innerhalb ihres Einzugsgebietes im Rahmen einer Schulkooperation.
Auf Initiative der Landeshauptstadt St. Pölten hat sich die Sparkasse im Rahmen ihrer sozialen Kompetenz bereit erklärt, sich an der geschützten Werkstätte Ges.m.b.H. als Gründungsgesellschafterin zu beteiligen und hält die Beteiligung nach wie vor.